# Conus australis
Conus australis е вид охлюв от семейство Conidae. Видът не е застрашен от изчезване.

## Разпространение
Разпространен е в Индия (Керала и Тамил Наду), Провинции в КНР, Соломонови острови, Тайван, Тайланд, Фиджи, Филипини и Япония (Кюшу и Шикоку).